# Kolarstwo na Letnich Igrzyskach Olimpijskich 1936 – sprint mężczyzn
Sprint mężczyzn podczas Letnich Igrzysk Olimpijskich 1936 rozegrany został 6–7 sierpnia na Olympic Cycling Stadium w Berlinie. Wystartowało 20 zawodników z 20 krajów.

## Format zawodów
W pierwszej rundzie odbyło się 10 wyścigów z których zwycięzcy awansowali do rundy drugiej a przegrani rywalizowali w repasażach. Z czterech wyścigów do drugiej rundy awansowało 6 zawodników. W drugiej rundzie rozegrano 8 wyścigów z których zwycięzcy awansowali do ćwierćfinału. Z każdego z wyścigów ćwierćfinałowych zwycięzcy awansowali do półfinału. Z dwóch wyścigów półfinałowych zwycięzcy awansowali do finału a przegrani rywalizowali o brązowy medal.

## Wyniki

### Pierwsza runda
| Pozycja | Zawodnik      | Reprezentacja | Czas | Uwagi |
| ------- | ------------- | ------------- | ---- | ----- |
| 1.      | Henri Collard | Belgia        | 13,2 | Q     |
| 2.      | Dunc Gray     | Australia     |      |       |

| Pozycja | Zawodnik        | Reprezentacja   | Czas | Uwagi |
| ------- | --------------- | --------------- | ---- | ----- |
| 1.      | Ray Hicks       | Wielka Brytania | 13,6 | Q     |
| 2.      | Manuel Riquelme | Chile           |      |       |

| Pozycja | Zawodnik       | Reprezentacja | Czas | Uwagi |
| ------- | -------------- | ------------- | ---- | ----- |
| 1.      | Benedetto Pola | Włochy        | 14,0 | Q     |
| 2.      | Howard Wing    | Chiny         |      |       |

| Pozycja | Zawodnik     | Reprezentacja | Czas | Uwagi |
| ------- | ------------ | ------------- | ---- | ----- |
| 1.      | George Giles | Nowa Zelandia | 12,6 | Q     |
| 2.      | Imre Győrffy | Węgry         |      |       |

| Pozycja | Zawodnik     | Reprezentacja     | Czas | Uwagi |
| ------- | ------------ | ----------------- | ---- | ----- |
| 1.      | Franz Dusika | Austria           | 15,0 | Q     |
| 2.      | Ted Clayton  | Południowa Afryka |      |       |

| Pozycja | Zawodnik       | Reprezentacja | Czas | Uwagi |
| ------- | -------------- | ------------- | ---- | ----- |
| 1.      | Louis Chaillot | Francja       | 12,8 | Q     |
| 2.      | Nеdiu Raczеw   | Bułgaria      |      |       |

| Pozycja | Zawodnik       | Reprezentacja | Czas | Uwagi |
| ------- | -------------- | ------------- | ---- | ----- |
| 1.      | Arie van Vliet | Holandia      | 12,6 | Q     |
| 2.      | Doug Peace     | Kanada        |      |       |

| Pozycja | Zawodnik        | Reprezentacja | Czas | Uwagi |
| ------- | --------------- | ------------- | ---- | ----- |
| 1.      | Werner Wägelin  | Szwajcaria    | 12,4 | Q     |
| 2.      | Haakon Sandtorp | Norwegia      |      |       |

| Pozycja | Zawodnik     | Reprezentacja     | Czas | Uwagi |
| ------- | ------------ | ----------------- | ---- | ----- |
| 1.      | Toni Merkens | III Rzesza        | 12,8 | Q     |
| 2.      | Al Sellinger | Stany Zjednoczone |      |       |

| Pozycja | Zawodnik       | Reprezentacja | Czas | Uwagi |
| ------- | -------------- | ------------- | ---- | ----- |
| 1.      | Karl Magnussen | Dania         | 32,2 | Q     |
| 2.      | José Mazzini   | Peru          |      |       |

#### Repasaże
| Pozycja | Zawodnik     | Reprezentacja     | Czas | Uwagi |
| ------- | ------------ | ----------------- | ---- | ----- |
| 1.      | Dunc Gray    | Australia         | 13,0 | Q     |
| 2.      | Ted Clayton  | Południowa Afryka |      | Q     |
| 3.      | José Mazzini | Peru              |      |       |

| Pozycja | Zawodnik        | Reprezentacja | Czas | Uwagi |
| ------- | --------------- | ------------- | ---- | ----- |
| 1.      | Haakon Sandtorp | Norwegia      | 13,0 | Q     |
| 2.      | Manuel Riquelme | Chile         |      |       |

| Pozycja | Zawodnik     | Reprezentacja     | Czas | Uwagi |
| ------- | ------------ | ----------------- | ---- | ----- |
| 1.      | Al Sellinger | Stany Zjednoczone | 13,4 | Q     |
| 2.      | Imre Győrffy | Węgry             |      | Q     |
| 3.      | Nеdiu Raczеw | Bułgaria          |      |       |

| Pozycja | Zawodnik    | Reprezentacja | Czas | Uwagi |
| ------- | ----------- | ------------- | ---- | ----- |
| 1.      | Doug Peace  | Kanada        | 15,2 | Q     |
| 2.      | Howard Wing | Chiny         |      |       |

### Runda 2
| Pozycja | Zawodnik       | Reprezentacja | Czas | Uwagi |
| ------- | -------------- | ------------- | ---- | ----- |
| 1.      | Karl Magnussen | Dania         | 13,4 | Q     |
| 2.      | Imre Győrffy   | Węgry         |      |       |

| Pozycja | Zawodnik       | Reprezentacja     | Czas | Uwagi |
| ------- | -------------- | ----------------- | ---- | ----- |
| 1.      | Werner Wägelin | Szwajcaria        | 13,4 | Q     |
| 2.      | Ted Clayton    | Południowa Afryka |      |       |

| Pozycja | Zawodnik       | Reprezentacja | Czas | Uwagi |
| ------- | -------------- | ------------- | ---- | ----- |
| 1.      | Arie van Vliet | Holandia      | 12,0 | Q     |
| 2.      | Franz Dusika   | Austria       |      |       |

| Pozycja | Zawodnik       | Reprezentacja | Czas | Uwagi |
| ------- | -------------- | ------------- | ---- | ----- |
| 1.      | Louis Chaillot | Francja       | 12,0 | Q     |
| 2.      | Doug Peace     | Kanada        |      |       |

| Pozycja | Zawodnik        | Reprezentacja | Czas | Uwagi |
| ------- | --------------- | ------------- | ---- | ----- |
| 1.      | Toni Merkens    | III Rzesza    | 13,0 | Q     |
| 2.      | Haakon Sandtorp | Norwegia      |      |       |

| Pozycja | Zawodnik       | Reprezentacja | Czas | Uwagi |
| ------- | -------------- | ------------- | ---- | ----- |
| 1.      | Benedetto Pola | Włochy        | 12,6 | Q     |
| 2.      | George Giles   | Nowa Zelandia |      |       |

| Pozycja | Zawodnik  | Reprezentacja   | Czas | Uwagi |
| ------- | --------- | --------------- | ---- | ----- |
| 1.      | Dunc Gray | Australia       | 12,2 | Q     |
| 2.      | Ray Hicks | Wielka Brytania |      |       |

| Pozycja | Zawodnik      | Reprezentacja     | Czas | Uwagi |
| ------- | ------------- | ----------------- | ---- | ----- |
| 1.      | Henri Collard | Belgia            | 13,2 | Q     |
| 2.      | Al Sellinger  | Stany Zjednoczone |      |       |

### Ćwierćfinał
| Pozycja | Zawodnik       | Reprezentacja | Czas | Uwagi |
| ------- | -------------- | ------------- | ---- | ----- |
| 1.      | Louis Chaillot | Francja       | 12,6 | Q     |
| 2.      | Karl Magnussen | Dania         |      |       |

| Pozycja | Zawodnik       | Reprezentacja | Czas | Uwagi |
| ------- | -------------- | ------------- | ---- | ----- |
| 1.      | Benedetto Pola | Włochy        | 12,6 | Q     |
| 2.      | Werner Wägelin | Szwajcaria    |      |       |

| Pozycja | Zawodnik       | Reprezentacja | Czas | Uwagi |
| ------- | -------------- | ------------- | ---- | ----- |
| 1.      | Arie van Vliet | Holandia      | 13,0 | Q     |
| 2.      | Dunc Gray      | Australia     |      |       |

| Pozycja | Zawodnik      | Reprezentacja | Czas | Uwagi |
| ------- | ------------- | ------------- | ---- | ----- |
| 1.      | Toni Merkens  | III Rzesza    | 13,0 | Q     |
| 2.      | Henri Collard | Belgia        |      |       |

### Półfinały
| Pozycja | Zawodnik       | Reprezentacja | Czas | Uwagi |
| ------- | -------------- | ------------- | ---- | ----- |
| 1.      | Toni Merkens   | III Rzesza    | 12,4 | Q     |
| 2.      | Benedetto Pola | Włochy        |      |       |

| Pozycja | Zawodnik       | Reprezentacja | Czas | Uwagi |
| ------- | -------------- | ------------- | ---- | ----- |
| 1.      | Arie van Vliet | Holandia      | 12,0 | Q     |
| 2.      | Louis Chaillot | Francja       |      |       |

## Finały
Rywalizowano do dwóch wygranych wyścigów.

### Pojedynek o brązowy medal
| Zawodnik       | Reprezentacja | Czas (wyścig 1) | Czas (wyścig 2) | Czas (wyścig 3) | Pozycja |
| -------------- | ------------- | --------------- | --------------- | --------------- | ------- |
| Louis Chaillot | Francja       | 12,2            | 12,0            |                 | brąz    |
| Benedetto Pola | Włochy        |                 |                 |                 | 4.      |

### Pojedynek o złoty medal
| Zawodnik       | Reprezentacja | Czas (wyścig 1) | Czas (wyścig 2) | Czas (wyścig 3) | Pozycja |
| -------------- | ------------- | --------------- | --------------- | --------------- | ------- |
| Toni Merkens   | III Rzesza    | 11,8            | 11,8            |                 | złoto   |
| Arie van Vliet | Holandia      |                 |                 |                 | srebro  |